# Нагорний Іван Григорович
Іван Григорович Нагорний (18 квітня 1902, Дергачі — 1941, загинув на фронті) — старший лейтенант держбезпеки, начальник внутрішньої в'язниці УДБ НКВС УРСР (1937–1941), кат-розстрільник.

## Біографія
Народився в українській родині в селищі Дергачі Харківської губернії; батько, Григорій Лаврентійович Нагорний, був безземельним селянином і працював за наймом теслею. Закінчив 4 класи сільської школи і працював слюсарем. У 1917 році вступив в робочу заводську дружину, з якою був спрямований на фронт воювати проти Корнілова. Продовжував воювати до 1922 року, і за час служби п'ять разів отримував поранення.
По закінченню військової служби працював міліціонером у Харкові, в 1926 році призначений наглядачем комендатури ГПУ УРСР. У 1929 році був засуджений на 6 місяців умовно за ненавмисне вбивство. З 1930 року — знову в ГПУ УРСР, був призначений на посаду начальника спецкорпусу ГПУ УРСР, служив в Молдавської АРСР. Працював заступником коменданта ГПУ / НКВД УРСР. З 1937 по 1941 рік працював начальником внутрішньої в'язниці УГБ НКВС УРСР. З 22 березня 1936 року — молодший лейтенант державної безпеки. З 17 листопада 1937 року — лейтенант державної безпеки. З 7 січня 1940 року — старший лейтенант державної безпеки. В цей час приторговував речами розстріляних, проходив в якості свідка у справі про торгівлю речами розстріляних. Безпосередньо приводив у виконання смертні вироки щодо засуджених в Києві.
Загинув під час Київської стратегічної оборонної операції.

## Сім'я
- Брат — Петро Григорович Нагорний, голова Черкасько-Лозівської сільської ради Харківської області, засуджений на 6 років ВТТ.